# 9357 Venezuela
9357 Venezuela este un asteroid din centura principală de asteroizi.

## Descriere
9357 Venezuela este un asteroid din centura principală de asteroizi. A fost descoperit pe 11 ianuarie 1992 la Mérida de Orlando A. Naranjo Villarroel. Asteroidul prezintă o orbită caracterizată de o semiaxă mare de 2,90 ua, o excentricitate de 0,08 și o înclinație de 1,0° în raport cu ecliptica.